# Liste der gefallenen Adeligen auf Habsburger Seite in der Schlacht bei Sempach/M

## M
| Geschlecht                   | Vorname(n)                                                                    | Einheitsname              | Stammsitz              | abweichende Schreibweisen                                                                                           | Quelle(n) | Anmerkungen | Wappen |
| Madingen; Mädingen; Mödingen |                                                                               | siehe Erdingen            |                        | | | |        |
| Malterer                     | Martin; Mertein; Martinus; Marti                                              | Martin Malterer           | Kastelburg             | Mallterer; Maltener; Maltherer; Maltrar; Maltrer; Maltterer                                                         | • Anonyme österreichische Chronik in Stuttgart, Handschrift 16. Jh. • Petermann Etterlin´s Chronik, Basel, 1507 • Eydgnössisch-schweytzerischer Regiments Ehren-Spiegel • Jakob Twinger von Königshofen, Stiftsherr zu Straßburg • Luzerner Chronik von Melchior Russ, 1482 • Johann Viler: Chronica von Keisern, Paepsten, Eidgenossenschaft und Elsass • Chronik des Nicolaus Stulmann, 1407, Stuttgarter Annalen • Frankfurter Verlustliste; Stadtchronik von Bern und Conrad Justingers Berner-Chroni, 1414/1420, • Oesterreichische Verlustliste, ca. 1484 • Breisgauische Liederhandschrift, 1445 • Constanzer Chronik; Gebhard Dacher´s Konstanzer Chronik, 1470 • Thurgauer Chronik • Chronik des Benedictinerstiftes Zwettel in Österreich • Conrad Schnitt: Wappenbuch der Baslerischen Geschlechter, 1530 • St. Blasianer Handschrift von Königshofens Chronik • Liste des Christian Wurstisen, nach 1580                   | Landvogt im Breisgau und Elsass; Freiburger Bannerträger. Mitglied im Löwenbund. Landvogt im Breisgau. |        |
| Massmünster                  | Purgkhart; Burckart; Burkart; Burkhart; Burckardt; Buchart;                   | Burkhart von Massmünster  | Straßburg              | Maasmynster; Masmünster; Masmunster; Massminster; Maszmünster                                                       | • Oesterreichische Verlustliste, 1488 • Thurgauer Chronik • Luzerner Chronik von Melchior Russ, 1482 • Stadtchronik von Bern und Conrad Justingers Berner-Chroni, 1414/1420 • Eydgnössisch-schweytzerischer Regiments Ehren-Spiegel • Oesterreichische Verlustliste, ca. 1484 • Frankfurter Verlustliste; Petermann Etterlin´s Chronik, Basel, 1507 • Conrad Schnitt: Wappenbuch der Baslerischen Geschlechter, 1530 • Anonyme österreichische Chronik in Stuttgart, Handschrift 16. Jh. • Zusätze zu Könighofens Chronik, 1406 • Breisgauische Liederhandschrift, 1445 • Aegidius Tschudi: Chronicon Helveticum • Liste des Christian Wurstisen, nach 1580 | "Die paner herren"; "diss warent von Strasburg und uss dem Elsass"; "Freyherr" |        |
| Mayenser                     |                                                                               | siehe Irmensee            |                        | | | |        |
| Mayer                        | Gottfridus; Götz                                                              | Götz Mayer                | Baden-Baden            | Maiger; Maller | • Chronik des Nicolaus Stulmann, 1407 • Thurgauer Chronik • Oesterreichische Verlustliste, 1488 • Conrad Schnitt: Wappenbuch der Baslerischen Geschlechter, 1530 • Luzerner Chronik von Melchior Russ, 1482 • Liste des Christian Wurstisen, nach 1580 | "von ober Paden"; "von oberen Baden, ward Ritter"; von Baden |        |
| Mayer                        | Herman                                                                        | Herman Mayer              | Baden-Baden            | | • Conrad Schnitt: Wappenbuch der Baslerischen Geschlechter, 1530 | "sin sun"; einzige Nennung des Herman Mayer "Gotz" Sohn |        |
| Mayer                        | Walter; Wallter; Walther; Waltherus; Waltir;                                  | Walter Mayer von Hüningen | Hüningen               | Maier; Maiger; Maigir; Mayr; Meyer; Mäyr; Meyger                                                                    | • Anonyme österreichische Chronik in Stuttgart, Handschrift 16. Jh. • Oesterreichische Verlustliste, ca. 1484 • Chronik des Nicolaus Stulmann, 1407 • Frankfurter Verlustliste • Thurgauer Chronik • Breisgauische Liederhandschrift, 1445 • Conrad Schnitt: Wappenbuch der Baslerischen Geschlechter, 1530 • Eydgnössisch-schweytzerischer Regiments Ehren-Spiegel • Luzerner Chronik von Melchior Russ, 1482 • Erhard von Appenwiler, Kaplan in Basel, Fortsetzung der Sächsischen Weltchronik, 1439 • Offenburgische Chronik, von 1520 • Zusätze zu Petermann Etterlins Chronik, 1531–1545 • Liste des Christian Wurstisen, nach 1580 | "von Hüningen"; "von Uringen" "und sein Diener" Wahrscheinlich Stammesgenossen der Herren Meyer-Niessen | [ 13 ] |
| Mellingen                    | Segenler                                                                      | Segenler von Mellingen    | Mellingen AG?          | | Schlachtkapelle Sempach | "dis sind Ritter und Knecht us dem Argov"; einzige Nennung |        |
| Mettwaring                   | Woll                                                                          | Woll von Mettwaring       |                        | | Oesterreichische Verlustliste, 1488 | "vnd zwen sein veteren"; einzige Nennung |        |
| Meyer                        | Hans                                                                          | Hans Meyer                | Sursee                 | | Schlachtkapelle Sempach | "vo Keitnau, Schultheiss von Sursee" |        |
| Meyer-Niessen                | Hainricus; Hemman; Henmann; Hermann; Hamman; Hanmann; Henmannus               | Henmann Meyer-Niessen     | Freiburg               | Maiger; Maigernies, von Magerin, Meiger                                                                             | • Chronik des Nicolaus Stulmann, 1407 • Luzerner Chronik von Melchior Russ, 1482 • Conrad Schnitt: Wappenbuch der Baslerischen Geschlechter, 1530 • Zusätze zu Petermann Etterlins Chronik, 1531–15450 • Eydgnössisch-schweytzerischer Regiments Ehren-Spiegel • Oesterreichische Verlustliste, ca. 1484 • Breisgauische Liederhandschrift, 1445 • Liste des Christian Wurstisen, nach 1580 | "nobiles de provincia Brissgaude"; "diese warent uss Mortnow"; "Die ritter und knecht uss dem Brissgouw"; "von Herrn, Rittern und knechten uss dem Brissgow, Elsass, und Schwoben" Gemäß Schlachtkapelle führte Henmann Meyer das Wappen des Markgrafen von Baden |        |
| Montbéliard                  | Reichhard, Reinhard                                                           | Reichhard von Montbéliard | Montbéliard            | Montpelgard; Mumpelgart; Mümpelgarten                                                                               | • Eydgnössisch-schweytzerischer Regiments Ehren-Spiegel • Schlachtkapelle Sempach • Aegidius Tschudi: Chronicon Helveticum | "Freyherr"; Tschudi nennt hier einen Graf Ulrich von Mümpelgarten |        |
| Mörsberg                     | Diepold; Dypold; Theobald; Diepoldt; Diepolt; Thiebold, Tiebolt               | Diepold von Mörsberg      | Burg Mörsberg Morimont | Morspert; Mörsperg; Mörspurg                                                                                        | • Conrad Schnitt: Wappenbuch der Baslerischen Geschlechter, 1530 • Frankfurter Verlustliste • Zusätze zu Petermann Etterlins Chronik, 1531–1545 • Anonyme österreichische Chronik in Stuttgart, Handschrift 16. Jh. • Breisgauische Liederhandschrift, 1445 • Oesterreichische Verlustliste, ca. 1484 • Eydgnössisch-schweytzerischer Regiments Ehren-Spiegel • Liste des Christian Wurstisen, nach 1580 | "Gebrüder - Ritter; vom Elsäs"; liegt in Königsfelden begraben. In einer Urkunde aus dem Jahre 1270 erscheint ein Ritter Wernher von Mörsperg zu Altkirch, der mit den Herren von Kienberg verschwägert war. |        |
| Mörsberg                     | Peter; Petrus; Petter                                                         | Peter von Mörsberg        | Burg Mörsberg Morimont | Moersperg; Morsperg; Mörspurg                                                                                       | • Oesterreichische Chronik des Veit Arenpeck, 1488–1495 • Conrad Schnitt: Wappenbuch der Baslerischen Geschlechter, 1530 • Anonyme österreichische Chronik in Stuttgart, Handschrift 16. Jh. • Erhard von Appenwiler, Kaplan in Basel, Fortsetzung der Sächsischen Weltchronik, 1439 • Offenburgische Chronik, von 1520 • Zusätze zu Petermann Etterlins Chronik, 1531–1545 • Eydgnössisch-schweytzerischer Regiments Ehren-Spiegel • Aegidius Tschudi: Chronicon Helveticum • Liste des Christian Wurstisen, nach 1580 | "Eberlins sun"; liegt in Königsfelden begraben. In einer Urkunde aus dem Jahre 1270 erscheint ein Ritter Wernher von Mörsperg zu Altkirch, der mit den Herren von Kienberg verschwägert war. "Eberlins sun" |        |
| Mörsberg                     | Walter; Walther; Wallther; Walthersus;                                        | Walter von Mörsburg       | Burg Mörsberg Morimont | Merspurg; Morsperg; Mörsperg; Mörspurg                                                                              | • Luzerner Chronik von Melchior Russ, 1482 • Conrad Schnitt: Wappenbuch der Baslerischen Geschlechter, 1530 • Frankfurter Verlustliste • Anonyme österreichische Chronik in Stuttgart, Handschrift 16. Jh. • Breisgauische Liederhandschrift, 1445 • Thurgauer Chronik • Chronik des Nicolaus Stulmann, 1407 • Eydgnössisch-schweytzerischer Regiments Ehren-Spiegel • Oesterreichische Verlustliste, ca. 1484 • Aegidius Tschudi: Chronicon Helveticum • Liste des Christian Wurstisen, nach 1580 | liegt in Königsfelden begraben. In einer Urkunde aus dem Jahre 1270 erscheint ein Ritter Wernher von Mörsperg zu Altkirch, der mit den Herren von Kienberg verschwägert war. |        |
| Mörsberg                     | Eberlin, Wernhart, Wernlinus                                                  | Wernhart von Mörsberg     | Burg Mörsberg Morimont | Morsperg | Frankfurter Verlustliste • Liste des Christian Wurstisen, nach 1580 | "selgin son von morsperg petirman"; einzige Nennung. In einer Urkunde aus dem Jahre 1270 erscheint ein Ritter Wernher von Mörsperg zu Altkirch, der mit den Herren von Kienberg verschwägert war. "Wernlinus Nüsse" |        |
| Mörsburg                     | Wetzel; Hetzel; Wernher; Wernlin Nüsse; Wenceslaus; Wernlin; Wötzel; Wernhart | Wetzel von Mörsburg       | Burg Mörsberg Morimont | Morsperg; Mörsperg; Mörspurg                                                                                        | • Conrad Schnitt: Wappenbuch der Baslerischen Geschlechter, 1530 • Zusätze zu Petermann Etterlins Chronik, 1531–1545 • Frankfurter Verlustliste • Thurgauer Chronik • Anonyme österreichische Chronik in Stuttgart, Handschrift 16. Jh. • Oesterreichische Verlustliste, ca. 1484, Breisgauische Liederhandschrift, 1445 • Eydgnössisch-schweytzerischer Regiments Ehren-Spiegel • Aegidius Tschudi: Chronicon Helveticum • Liste des Christian Wurstisen, nach 1580 | liegt in Königsfelden begraben. In einer Urkunde aus dem Jahre 1270 erscheint ein Ritter Wernher von Mörsperg zu Altkirch, der mit den Herren von Kienberg verschwägert war. |        |
| Mülinen                      | Albertus; Albert; Albrecht; Obreht                                            | Albrecht von Mülinen      | Kasteln                | Muchmem; Müle; Mülhan; Mülhin; Mülinen; Mülinenn; Mule; Mulinen; Mullein                                            | • Chronik des Nicolaus Stulmann, 1407 • Erhard von Appenwiler, Kaplan in Basel, Fortsetzung der Sächsischen Weltchronik, 1439 • St. Blasianer Handschrift von Königshofens Chronik • Conrad Schnitt: Wappenbuch der Baslerischen Geschlechter, 1530 • Offenburgische Chronik, von 1520 • Breisgauische Liederhandschrift, 1445 • Eydgnössisch-schweytzerischer Regiments Ehren-Spiegel • Luzerner Chronik von Melchior Russ, 1482 • Thurgauer Chronik • Jakob Twinger von Königshofen, Stiftsherr zu Straßburg, Zusätze zu Petermann Etterlins Chronik, 1531–1545; Oesterreichische Chronik des Veit Arenpeck, 1488–1495 • Oesterreichische Verlustliste, ca. 1484 • Chronik des Benedictinerstiftes Zwettel in Österreich • Liste des Christian Wurstisen, nach 1580 | "miles"; "die hernach geschriben sind ausz dem Elssäsz"; "diss warent uss dem Ergew" liegt in Königsfelden begraben |        |
| Mülinen                      | Marquart                                                                      | Marquart von Mülinen      | Aargau?                | Mülhin | Luzerner Chronik von Melchior Russ, 1482 | "diss warent uss dem Ergew"; einzige Nennung als "Mülhin" (da er aus dem Aargau stammen soll, wahrscheinlicher aus der Familie Mülinen als ein Müllenheim) |        |
| Müllenheim                   | Cuontz; Conradus; Contz; Conradt; Cuontzman; Cunrat; Cuno;                    | Conrad von Müllenheim     | Elsass? Straßburg?     | Milheim; Mülhaim; Mülhain; Mülheim; Mülhin; Mulheim, Vegesheim                                                      | • Chronik des Nicolaus Stulmann, 1407 • Thurgauer Chronik • Breisgauische Liederhandschrift, 1445 • Anonyme österreichische Chronik in Stuttgart, Handschrift 16. Jh. • Conrad Schnitt: Wappenbuch der Baslerischen Geschlechter, 1530 • Zusätze zu Petermann Etterlins Chronik, 1531–1545 • Luzerner Chronik von Melchior Russ, 1482 • Eydgnössisch-schweytzerischer Regiments Ehren-Spiegel • Oesterreichische Verlustliste, ca. 1484 • Aegidius Tschudi: Chronicon Helveticum • Liste des Christian Wurstisen, nach 1580 | "Dis sind heren ritter und knecht us Ellsass" |        |
| Müllenheim                   | Lütold; Lütpold; Leupold; Lüttoldt; Lütolt; Leuthold; Liutold                 | Leopold von Müllenheim    | Ortenau?               | Mülhaim; Mülhain; Mülhen; Mülhin; Mülinen; Müllheim; Mulhaym; Mulheim                                               | • Thurgauer Chronik; Chronik des Nicolaus Stulmann, 1407 • Oesterreichische Verlustliste, ca. 1484 • Anonyme österreichische Chronik in Stuttgart, Handschrift 16. Jh. • Conrad Schnitt: Wappenbuch der Baslerischen Geschlechter, 1530 • Luzerner Chronik von Melchior Russ, 1482 • Zusätze zu Petermann Etterlins Chronik, 1531–1545 • Eydgnössisch-schweytzerischer Regiments Ehren-Spiegel • Oesterreichische Verlustliste, 1488 • Breisgauische Liederhandschrift, 1445 • Aegidius Tschudi: Chronicon Helveticum | "ist mitt noch viertzig Hern unnd Edlen Knechten Im Kloster Köngsfeld herrlich begraben worden."; "Dis sind heren ritter und knecht us Schwaben"; "Freyherr"; "diese warent uss Mortnow" |        |
| Müllner                      | Götz; Gottfrid; Gotzo; Gotfridus; Gottfridus; Göt                             | Gottfried III. Mülner     | Zürich                 | Muller; Mullnerus; Mulner; Mülner                                                                                   | • Luzerner Chronik von Melchior Russ, 1482 • Breisgauische Liederhandschrift, 1445 • Conrad Schnitt: Wappenbuch der Baslerischen Geschlechter, 1530 • Oesterreichische Verlustliste, ca. 1484 • Thurgauer Chronik • Zusätze zu Petermann Etterlins Chronik, 1531–1545 • Eydgnössisch-schweytzerischer Regiments Ehren-Spiegel • Chronik des Benedictinerkosters Kremsmünster in Österreich • Chronik des Benedictinerstiftes Zwettel in Österreich • Oesterreichische Chronik des Veit Arenpeck, 1488–1495 • Oesterreichische Verlustliste, 1488 • Anonyme österreichische Chronik in Stuttgart, Handschrift 16. Jh. • Liste des Christian Wurstisen, nach 1580 | "von Zürich, was hertzog Lüpolds hoffmeister - Die ritter und knecht uss dem Hegöuw und Ergouw und am Blauwenn"; "(hoffmeister) - hienach volgen alle die so mit hertzog Lüpolt von Osterrich for Sempach erschlagen …. Und zuo Küngsfelden begdraben ligen - item ist zuo.." War 1377 österreichischer Landvogt im Thurgau, Aargau und auf dem Schwarzwald ⚭ Anna von Utzingen |        |
| Münchingen                   | Albrecht                                                                      | Albrecht von Münchingen   | Güggelsperg (Bonndorf) | Munichen | Oesterreichische Verlustliste, 1488 | "Item von Erga dem lanndt"; einzige Nennung |        |
| Münchingen                   | Diethelm; Dietrich; Dieterich;                                                | Diethelm von Münchingen   | Güggelsperg (Bonndorf) | Munichen; München; Münthangu; Munichen; Muntingen; Muomlingen                                                       | • Eydgnössisch-schweytzerischer Regiments Ehren-Spiegel • Breisgauische Liederhandschrift, 1445 • Chronik des Nicolaus Stulmann, 1407 • Oesterreichische Verlustliste, ca. 1484 • Zusätze zu Petermann Etterlins Chronik, 1531–1545 • Anonyme österreichische Chronik in Stuttgart, Handschrift 16. Jh. • Oesterreichische Verlustliste, 1488 • Luzerner Chronik von Melchior Russ, 1482 • Conrad Schnitt: Wappenbuch der Baslerischen Geschlechter, 1530 • Aegidius Tschudi: Chronicon Helveticum | "Item von Erga dem lanndt"; "Item von der Ritterschafft aus Swaben"; "Vss der Etsch:"; "Item die von Fridburg"; |        |
| Münstrol                     | Gottfridus, Gotze; Fridrich; Friderich; Fridericus;                           | Fridrich von Münstrol     | Thann?                 | Minstrol; Mollitoris; Monstral; Monstrol; Münsterol; Münstertal; Münstral; Munsterol; Munstral; Munstrall; Mynstrol | • Chronik des Nicolaus Stulmann, 1407 • Frankfurter Verlustliste • Stadtchronik von Bern und Conrad Justingers Berner-Chroni, 1414/1420 • Eydgnössisch-schweytzerischer Regiments Ehren-Spiegel • Johann Viler: Chronica von Keisern, Paepsten, Eidgenossenschaft und Elsass • Jakob Twinger von Königshofen, Stiftsherr zu Straßburg • Anonyme österreichische Chronik in Stuttgart, Handschrift 16. Jh. • Conrad Schnitt: Wappenbuch der Baslerischen Geschlechter, 1530 • Breisgauische Liederhandschrift, 1445 • Oesterreichische Chronik des Veit Arenpeck, 1488–1495 • Oesterreichische Verlustliste, 1488 • Oesterreichische Verlustliste, ca. 1484 • Petermann Etterlin´s Chronik, Basel, 1507 • Luzerner Chronik von Melchior Russ, 1482 • Thurgauer Chronik; Frankfurter Verlustliste • Klingenberger Chronik von Johann von Klingenberg • Aegidius Tschudi: Chronicon Helveticum • Liste des Christian Wurstisen, nach 1580 | "die hernach geschriben sind ausz dem Elssäsz"; "sind paner Herren und sträbherren"; "Freyherr"; "die paner herren" |        |
| Münstrol                     | Rudolf                                                                        | Rudolf von Münstrol       | Thann?                 | Munstrall | Luzerner Chronik von Melchior Russ, 1482 • Aegidius Tschudi: Chronicon Helveticum | "diss warent von Strasburg und uss dem Elsass"; |        |
| Mulbach?                     | Hans                                                                          | Hans von Mulbach          | Brugge?                | | Frankfurter Verlustliste | "von brugge"; einzige Nennung |        |
| Myle?                        | Hans                                                                          | Hans Myle                 | Schaffhausen           | | Conrad Schnitt: Wappenbuch der Baslerischen Geschlechter, 1530 | "von Schaffhussen"; einzige Nennung |        |